# Lipossigenasi
La lipossigenasi è un enzima appartenente alla classe delle ossidoreduttasi che catalizza la seguente reazione:
linoleato + O2 ⇌ (9Z,11E)-(13S)-13-idroperossioctadeca-9,11-dienoato
L'enzima è dunque in grado di produrre idroperossidi coniugati attraverso l'ossidazione di acidi grassi polinsaturi (Whitaker, 1994). Esso catalizza la prima reazione della cosiddetta via della lipossigenasi, coinvolta nella risposta dell'organismo vegetale ai traumi e agli stress esterni.
Si tratta di una proteina globulare solubile in acqua, dal peso compreso tra 94-104 kDa nella forma animale e 75-80 kDa nella forma vegetale, contenente uno ione ferroso come cofattore presso il sito attivo.
Individuata nel 1928 negli estratti di semi di soia come enzima in grado di ossidare il carotene, essa fu inizialmente nominata carotene ossidasi. In seguito si è chiarito che l'ossidazione del carotene non fosse dovuta all'enzima, ma all'azione indiretta degli idroperossidi da esso formati. 
Questo enzima catalizza la prima reazione della “via della lipossigenasi” che, nel regno vegetale, è coinvolta nella biosintesi di diverse molecole regolatrici, implicate nella risposta delle piante a stress di tipo fisico e a ferite di tipo meccanico. L'acido traumatico, ad esempio, è un ormone vegetale che induce la cicatrizzazione delle ferite e da esso, tramite una serie di reazioni, si arriva alla produzione dell'acido jasmonico un altro ormone che presenta diverse funzioni regolatorie.
I prodotti di questa via metabolica partecipano inoltre ad altri processi cellulari come la sintesi dei monomeri della cutina e la regolazione della beta-ossidazione nella germinazione dei semi di piante oleose. 
La lipossigenasi associata alle membrane cellulari ricopre un ruolo anche nella degradazione dei fosfolipidi (Vianello et al., 2002).
La “via della lipossigenasi” è di fondamentale importanza nella formazione di tutte quelle sostanze volatili responsabili dell'aroma di frutti e vegetali che, nel caso dell'olio di oliva, contribuisce in maniera marcata alla caratterizzazione e differenziazione tra cultivar diverse (Draft Final Report, AIR3-CT94-1967).
Lo stadio di maturazione delle olive è un fattore che condiziona la composizione in termini di molecole volatili del flavor dell'olio (Draft Final Report, AIR3-CT94-1967) ed è collegato alla attività della lipossigenasi, quest'ultima è infatti bassa nella prima fase di sviluppo del frutto ed aumenta rapidamente tra i 57 e gli 84 giorni, raggiungendo un plateau intorno ai 120 giorni (De Gregorio et al., 2000).

## Altre lipossigenasi
- arachidonato 12-lipossigenasi
- arachidonato 15-lipossigenasi
- arachidonato 5-lipossigenasi
- arachidonato 8-lipossigenasi